# Miragoâne
Miragoâne (Miragwann en créole haïtien) est une ville portuaire et une commune d'Haïti, située dans le département des Nippes et chef-lieu de l'arrondissement de Miragoâne.

## Géographie
La ville se trouve sur la côte nord de la péninsule de Tiburon, au bord du canal de la Gonâve et notamment de la baie de Miragoâne. À un kilomètre au sud-est s'étend le lac de Miragoâne un des plus grands lacs d'eau douce d'Haïti.

## Démographie
La commune est peuplée de 56 864 habitants(recensement par estimation de 2009).

## Histoire
Le nom de la ville viendrait des premiers européens espagnols qui la nommèrent ainsi en raison de la présence des iguanes (iguana) qui s'y trouvaient.

## Administration
La commune est composée des sections communales de :
- Chalon
- Belle-Rivière
- Dessources
- Saint-Michel-du-Sud (dont le quartier « Saint-Michel-du-Sud »)

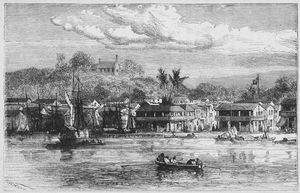
Vue de Miragoâne en 1881

## Économie
C'est l'un des principaux ports de commerce haïtien. Des cargaisons d'objets manufacturés en provenance des États-Unis transitent par les docks de Miragoâne. Haïti a exporté, dans le passé, son café, ses fruits et son bois par ce même port.
Les installations portuaires étaient également utilisées par la compagnie américaine Reynolds Metals Company spécialisée dans l'aluminium et l'exportation de la bauxite en provenance notamment d'Haïti. Cette compagnie a quitté le territoire haïtien laissant derrière elle de grosses infrastructures, notamment un port en eaux profondes qui a remplacé en 2010 l'ancien port civil de la commune.
Autour de la ville s'étendent les cultures de tabac.
La ville souffre de la vétusté de ses installations électriques ainsi que pour sa distribution d'eau potable. Après le séisme dévastateur de janvier 2010, un nouveau réseau électrique a été mis en place avec l'installation de compteurs individuels en vue de modifier les habitudes "énergivores" des habitants.

## Monuments et sites
- La co-cathédrale Saint-Jean-Baptiste, en style néogothique, date du XIXe siècle.
- Le Fort Réfléchi désigné ainsi pour mettre en garde d'éventuels ennemis.
- Source salée
- Étang de Miragoane